# Trichomanes crispiforme
Trichomanes crispiforme är en hinnbräkenväxtart som beskrevs av Arthur Hugh Garfit Alston. Trichomanes crispiforme ingår i släktet Trichomanes och familjen Hymenophyllaceae. Inga underarter finns listade.